# Stilbula trimaculata
Stilbula trimaculata är en stekelart som först beskrevs av Cameron 1909.  Stilbula trimaculata ingår i släktet Stilbula och familjen Eucharitidae. Inga underarter finns listade i Catalogue of Life.